# الدوري الأوكراني لكرة اليد للسيدات
الدوري الأوكراني لكرة اليد للسيدات هو دوري لأندية كرة اليد للسيدات في أوكرانيا تأسس في سنة 1992 تلعب فيه 6 فرق. يتم تنظيمه من قبل الاتحاد الأوكراني لكرة اليد.

## وصلات خارجية
- الموقع الرسمي